# Yūsuke Miura
Yūsuke Miura (japanisch 三浦 雄介 Miura Yūsuke; * 27. August 1991 in Setagaya) ist ein ehemaliger japanischer Fußballspieler.

## Karriere
Miura erlernte das Fußballspielen in der Schulmannschaft der Maebashi Ikuei High School und der Universitätsmannschaft der Nihon-Universität. Seinen ersten Vertrag unterschrieb er 2014 bei YSCC Yokohama. Der Verein spielte in der dritthöchsten Liga des Landes, der J3 League. Für den Verein absolvierte er 28 Ligaspiele. 2017 wechselte er zum Suzuka Unlimited FC. 2018 wechselte er zum Tokyo Musashino City FC. Ende 2018 beendete er seine Karriere als Fußballspieler.